# حزب المؤتمر الشعبي العام
المؤتمر الشعبي العام هو تنظيم تأسس بقيادة علي عبد الله صالح في 24 أغسطس 1982 م. سيطر المؤتمر الشعبي العام على الساحة السياسية اليمنية رسمياً حتى عام 2011. وكان يفوز في جميع الانتخابات ويشكّل الحكومة في كل مرة. هناك تمثيل لعدد كبير من الفصائل الحضرية والقبلية في المؤتمر الشعبي العام. يفتقر المؤتمر الشعبي العام إلى أيديولوجيا وبرنامج سياسي واضح، وفي هذا الصدد يشبه «الشورى» تقريباً. انضم العديد من المستقلين إلى المؤتمر الشعبي العام بعد انتخابهم في الانتخابات الثلاثة الأخيرة. كما ينضم أعضاء من المعارضة إلى المؤتمر الشعبي العام في بعض الأحيان، كونه يكاد يكون الوسيلة الوحيدة لممارسة النفوذ في السياسة اليمنية.

## انقسام الحزب
تنص اللائحة الداخلية للحزب على أن رئيس حزب المؤتمر هو رئيس الجمهورية اليمنية،  وصالح لم يعد رئيساً للجمهورية، قد ترأس الحزب منذ تأسيسه عام 1982، وكان عبد ربه منصور هادي يشغل النائب الأول لرئيس الحزب والأمين العام الذي بيده صلاحيات إدارة الحزب تنظيميا ومالياً منذ نوفمبر 2008. واستمر صالح في ترأس الحزب حتى بعد تنحيه عن رئاسة الجمهورية
تولى عبد ربه منصور هادي رئاسة البلاد في 2012، وقام بعملية هيكلة الجيش التي هدفت إلى إضعاف نفوذ علي عبد الله صالح وعائلته على الأجهزة الأمنية المختلفة وحل الحرس الجمهوري بقيادة أحمد علي عبد الله صالح.
وقف جناح صالح ضد هادي خلال الفترة 2012 – 2014 م واُتهم صالح بالتنسيق مع الحوثيين ضد الرئيس هادي، وشهدت صنعاء احتجاجات على أزمة خانقة للمحروقات شارك فيها مسلحون ملثمون، وردّ الرئيس هادي على الاحتجاجات بتعديل وزاري، كما أغلق هادي قناة اليمن اليوم وصحيفة اليمن اليوم التابعتين لعلي عبد الله صالح فعلياً ولحزب المؤتمر شكلياً. وأدّت تداعيات الخلاف إلى قيام قوات عسكرية بفرض حصار على جامع الصالح للاشتباه بوجود مخابئ أسلحة ونفق أرضي فيه، ولكن مصادر مؤتمرية تحدثت عن وجود أجهزة بث تلفزيونية في مرافق الجامع، تُجهز لبث القناة المغلقة.
بعد سيطرة الحوثيين على صنعاء، كَلّف الرئيس هادي أحمد عوض بن مبارك بتشكيل الحكومة في 7 أكتوبر 2014، حسب اتفاقية السلم والشراكة التي وقعت بين الأحزاب السياسية والحوثيين،  وهو مارفضه الحوثيون وجناح صالح في المؤتمر، وفي بيان الحزب وصف «بن مبارك» بالـ«متطرف» وأنه ليس محايدا ولا مستقلاً بل «متحزبا منذ نعومة أظافره» وشكك في ولائه لوحدة اليمن،  ولم يشر البيان المؤتمري إلى الحزب الذي ينتمي إليه ابن مبارك ومتى أبدى موقفا معارضاً للوحدة اليمنية. عبد الكريم الإرياني وصف موقف حزب المؤتمر الشعبي العام بالمتناقض وقال إن اللجنة العامة للحزب اجتمعت بعبد ربه منصور هادي قبل مدة وأقرت بالاجماع تفويض رئيس الجمهورية بتعيين رئيس الوزراء الجديد. واضطر هادي لاختيار خالد بحاح بديلاً عن بن مبارك لتشكيل الحكومة.
في 8 نوفمبر 2014 رفض جناح صالح المشاركة في تشكيل حكومة خالد بحاح التي أصر الرئيس هادي وأعلن تشكيلها بمشاركة عدد من قادة المؤتمر وهم فريد أحمد مجور ومعمر الإرياني، فرد جناح صالح بإقالة هادي من منصبه نائباً لرئيس الحزب وأمينا عاما له، وأعلن أن من شاركوا في الحكومة لا يمثلوا حزب المؤتمر. واستندت حيثيات القرار إلى اتهام هادي بأنه هو من طلب من مجلس الأمن إدراج علي عبد الله صالح ضمن قائمة العقوبات على المعرقلين للعملية السياسية في البلاد.
بعد أحداث إنقلاب الحوثيين واستقالة الحكومة والحرب الأهلية شهد المؤتمر انشقاق في قياداته، حيث انتقل العديد من قادة الحزب إلى الرياض للحاق بالرئيس هادي، بينهم أحمد عبيد بن دغر وعبد الكريم الإرياني.
عندما تقدم الرئيس هادي بطلب إلى السعودية للتدخل العسكري في اليمن، أصدر حزب صالح بيان عبر فيه عن رفضه للاعتداء اليمن، واعتبر أن ما يجري هو شأن داخلي ونتيجة لصراع على السلطة بين بعض الأطراف ولا علاقة للمؤتمر الشعبي العام به من قريب أو بعيد. في إشارة منهم إلى أن هادي لا يمثل حزب المؤتمر.

### جناح صالح
أعلن جناح صالح في حزب المؤتمر إحالة من فروا إلى الرياض إلى الرقابة التنظيمية في الحزب، وبأنهم لا يمثلوا الحزب ووصف صالح قادة الحزب من خرجوا من اليمن ولم يقفوا في الحرب معه بالخونة وبأنهم «كانوا تحت أقدامه».

### جناح هادي
عينت اللجنة العامة لحزب المؤتمر - من الرياض - الرئيس هادي رئيسا للحزب، في 22 أكتوبر 2015 وأصدرت قرارا بعزل الرئيس السابق علي عبد الله صالح ومن معه وإحالتهم للمحاسبة التنظيمية في الحزب.
وأقر الاجتماع ترشيح أحمد عبيد بن دغر نائباً أول لرئيس الحزب، وعبد الكريم الإرياني نائب ثاني، واختيار النائبين متحدثين رسميين لحزب المؤتمر الشعبي العام وتمثيله في أي محافل دولية. وكان من بين القياديين والبرلمانيين من المؤتمر الذين حضروا الاجتماع محمد بن ناجي الشائف، عضو اللجنة العامة لحزب المؤتمر الشعبي العام. حيث قال إن هناك تحضير لاجتماع للمؤتمر في القاهرة لانتخاب قيادة مؤقتة، تقود المؤتمر الشعبي العام. وفي ما يتعلق ببعض قيادات الحزب الموجودين في العاصمة العمانية مسقط، قال الشايف: «إنهم لا يمثلون المؤتمر الشعبي العام لا من قريب ولا من بعيد».
وعين هادي أحمد بن أحمد الميسري وزيراً للزراعة في حكومة بحاح (المصغرة) وهو عضو في اللجنة العامة للمؤتمر الشعبي العام.

## رئاسة عبد ربه منصور هادي

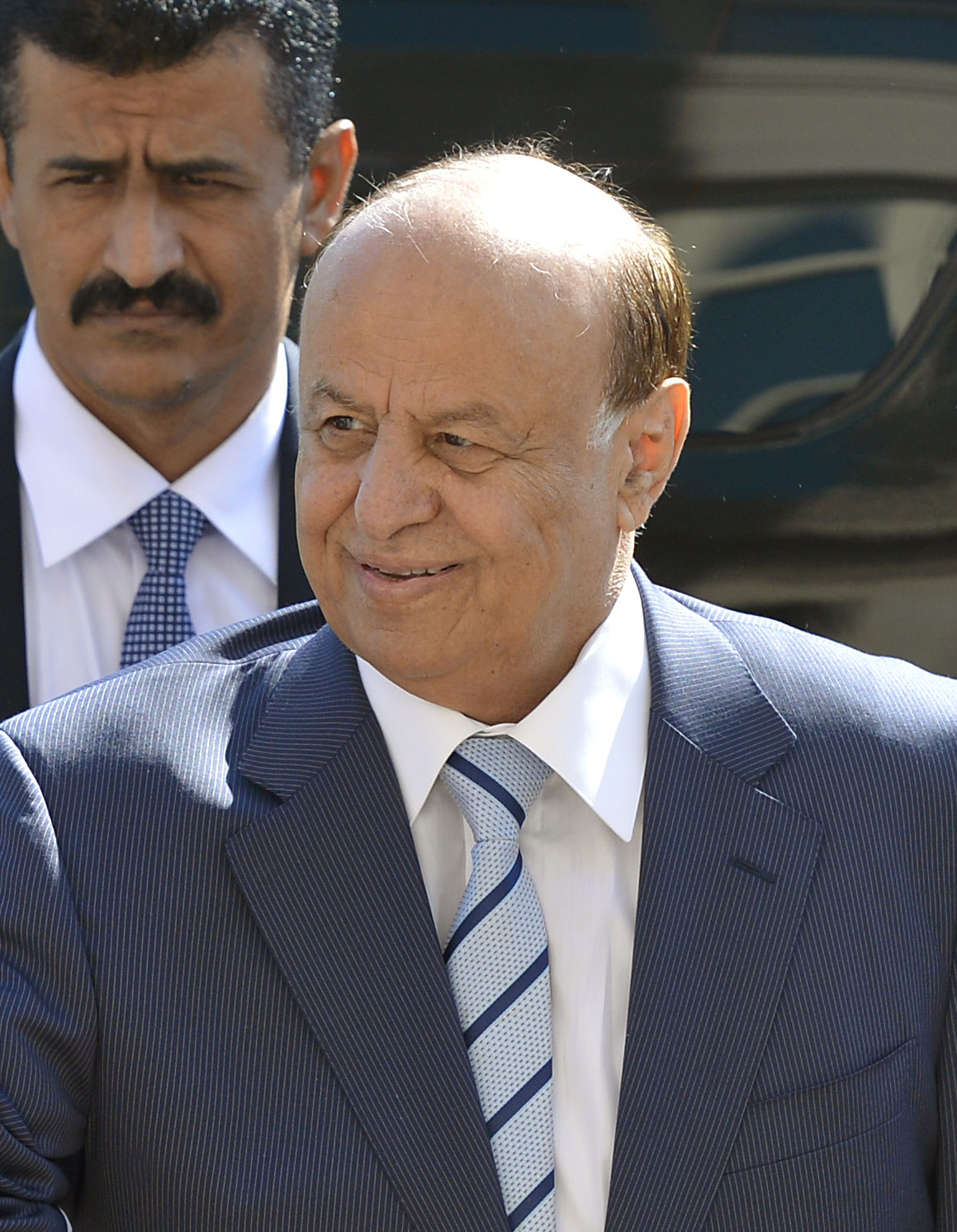
عبد ربه منصور هادي الأمين العام لحزب المؤتمر الشعبي العام (2008-2014)